# Тимашева, Марина Александровна
Мари́на Алекса́ндровна Тима́шева (род. 14 ноября 1958, Москва) — советский и российский театральный критик, театровед, журналистка, радиоведущая. Лауреат премии «Чайка».

## Биография
Профессию театроведа, по собственным воспоминаниям, выбрала под влиянием бабушки — Любови Фрейдкиной — заведующей литературной частью ГОСЕТа. В 1980 году окончила театроведческий факультет ГИТИСа (мастерская Григория Хайченко). В 1983 году окончила аспирантуру ГИТИСа (кафедра зарубежного театра). В 1984 году получила ученую степень кандидата искусствоведения, защитив диссертацию на тему «Движение „свободных“ и „независимых“ театров Европы и английский театр на рубеже XIX—XX веков».
А. Рахлина вспоминала, что Марина Тимашева была близкой подругой Александра Башлачёва — «очень много для него сделавшая».
Работала во Всесоюзном научно-исследовательском институте культуры. Участвовала в редакционной коллегии независимого журнала «Урлайт», сотрудничала с московскими и ленинградскими самиздатовскими органами, освещавшими тематику рок-культуры. С 1986 по 1991 год работала редактором газеты «Экран и сцена».
С 1989 по 2012 год работала на радио «Свобода»: редактор и ведущий программы «Российский час. Поверх барьеров», обозреватель по вопросам культуры. С 2012 года — выпускающий редактор журнала «Вопросы театра» Государственного института искусствознания, с 2014 по 2016 год — театральный обозреватель радио «Коммерсантъ FM».
В 2015 году возглавляла комиссию СТД по критике и выдвинула в экспертные советы удобные Минкульту кандидатуры. Именно эти списки экспертов возмутили театральное сообщество, после чего критики и написали открытое письмо тогдашнему главе СТД Александру Калягину.
Председатель экспертного совета фестиваля «Мелиховская весна». Эксперт Фонда имени Станиславского. В разные годы — член жюри международных театральных фестивалей в Нидерландах и Эстонии, эксперт и член жюри российской национальной премии «Золотая маска», член жюри литературной премии имени Бориса Пастернака. Лауреат театральной премии «Чайка» лучшему театральному критику года (2005).

## Скандалы
Согласно опубликованной в апреле 2024 года взломанной переписке сотрудника управления ФСБ по защите конституционного строя Сергея Дубова, тот с 2018 года консультировался с Мариной Тимашевой и Татьяной Ткач. Офицер ФСБ был связан со взломами аккаунтов и слежкой за независимыми режиссёрами, актёрами и критиками. На его почту приходили фотографии, которые потом появлялись в провластных анонимных телеграм-каналах о театре.
Тимашева подробно объясняла силовику, как устроен процесс присуждения премии «Золотая маска» и как на него можно повлиять. Среди прочего, она присылала списки провластных критиков, которых хотела бы видеть в экспертных советах, и предлагала исключить членов жюри с либеральными взглядами — эти материалы Дубов использовал для «доклада наверх».